# حمله (۱۹۵۶)
حمله (انگلیسی: Attack) یک فیلم در سبک جنگی به کارگردانی رابرت آلدریچ است که در سال ۱۹۵۶ منتشر شد.

## بازیگران
- جک پالانس
- ادی آلبرت
- لی ماروین
- ویلیام اسمیترس
- رابرت استاروس
- بادی ابسن
- ریچارد جاکل
- پیتر فن ایک
- استروتر مارتین
- جود تیلور
- استیون گری